# Selèucia d'Isàuria
Selèucia d'Isàuria de vegades també Selèucida de Cilícia, actualment Silifke (en grec antic Σελεύκεια) era una ciutat de Cilícia a l'Àsia Menor a la vora del riu Calicadnos (Calycadnus, actualment Göksu), situada a pocs quilòmetres de la seva desembocadura. Va ser fundada per Seleuc I Nicàtor al començament del segle iii aC. Era una de les ciutats que van prendre el nom del fundador de l'Imperi Selèucida.
Es pensa que podria haver substituït a dues ciutats, Olba (o Olbasa) i Híria, que Seleuc va reunir per fundar la nova; aviat va incloure la vila propera de Holmos (moderna Taşucu) antiga colònia jònica, que era a la costa exposada als atacs dels pirates mentre Selèucia, a l'interior, estava ben defensada, segons Esteve de Bizanci i Estrabó. Sota els selèucides va agafar considerable empenta econòmica i prosperitat i fins i tot va ser rival de Tars. Llavors encara es deia simplement Selèucia o Selèucia de Cilícia.
Al segle ii el temple de Zeus va agafar una certa importància. Va passar a Roma després de la campanya de Publi Servili Vàcia Isàuric que va organitzar Cilícia com a província romana el 74 aC. Selèucia va ser la seu d'una notable escola filosòfica i hi van néixer Ateneu de Selèucia i Xenarc de Selèucia (segle i aC).
Al segle i, any 77, el governador Luci Octavi Memor hi va construir el pont de pedra. Al començar el segle iv Isàuria es va convertir en una província separada amb Selèucia com a capital. Es van celebrar concilis cristians en aquesta ciutat el 325, 359, i 410.
A Selèucia hi havia la tomba de santa Tecla d'Iconi, una dona convertida al cristianisme per Pau de Tars, que va fundar un centre mèdic de molt èxit a la zona en la qual va morir. La tomba va ser restaurada al segle v per l'emperador Zenó. Les seves ruïnes es diuen actualment Meriamlik. Al començament del segle v hi havia un comes encarregat del govern de la província amb dues legions (Legio II Isaura i Legio III Isaura); d'aquest període sembla una necròpolis cristiana on hi ha soldats enterrats. Al segle vi l'arquebisbat de Selèucida tenia 26 seus sufragànies.
Va passar als àrabs el 705 per un temps. La província eclesiàstica (que apareix sota el nom de Pamfília) es va incorporar al patriarcat de Constantinoble el 732. Al final del segle ix, Selèucia tenia 22 bisbes sufraganis i a mitjan segle x en tenia 23. El 968 la jurisdicció eclesiàstica va passar al patriarcat d'Antioquia. Encara és una seu catòlica.
El 1071 els turcs seljúcides la van ocupar. El 1137 Lleó I d'Armènia Menor la va assetjar. En aquestos anys es va construir una fortalesa als turons propers. El 10 de juny de 1190 va morir a la seva rodalia l'emperador Frederic Barba-roja quan intentava travessar el riu Calicadnos. Fortalesa dels cavallers hospitalaris va caure en mans dels Karaman Oghlu a la segona meitat del segle xiii, i després va passar als otomans el 1471. Sota els turcs va portar el nom de Silifke, que conserva.